# نشانه کورنل
نشانه کورنل (انگلیسی: Cornell's sign) نشانه‌ای بالینی است که طی آن، مالیدن تاندون ماهیچه دراز بازکننده شست پا موجب رفلکس اکستانسور کف پا می‌شود. این نشانه در ضایعات راه‌های هرمی دیده می‌شود یکی از پاسخ‌های غیرارادی شبه بابینسکی است.